# Tabriz
Tabriz o Tabríz (en azerí Təbriz, en persa تبریز) es una ciudad situada al noroeste de Irán, capital de la provincia de Azerbaiyán Oriental, con una población de alrededor de 2.2 millones de habitantes. Se encuentra al norte de la cordillera de Sahand, a 1400 m sobre el nivel del mar, en las orillas del río Adji Shai (Talkheh). Es la cuarta ciudad de Irán, centro comercial, industrial, además de un nudo de transportes. Su histórico bazar fue declarado como Patrimonio de la Humanidad por la Unesco el 31 de julio de 2010.
Tabriz y la superficie terrestre de Azerbaiyán no están lejos de las zonas fronterizas entre Irán, Azerbaiyán y Najicheván.

## Historia
Antes del período selyúcida, Tabriz se denominaba Tauris. Los selyúcidas la dominaron durante la guerra civil entre Muhammad I y Berkyaruk. Este último la conquistó en 1101, pero por la paz de 1104 fue donada a Muhammad que instaló como ministro a Sad al-Mulk. Poco tiempo después pasó a ser de Sukman al-Kutbi, de la dinastía de los Shah-Armin de Akhlat (1100-1207) que la dominaría desde el 1111 o 1112. Más tarde volvió a poder selyúcida.
El sultán Mahmud residió en Tabriz en 1120, cuando la ciudad fue amenazada por los georgianos, y el gobierno local era ejercido por el "atabek" Kun Toghrul que murió en 1121. El emir de Maraghar Ak Sunkur, de la dinastía ahmadílida pidió a Toghrul, hermano del sultán, la ciudad, pero no la consiguió. Mahmud nombró gobernador al emir Djuyush de Mosul, quien fue asesinado a las puertas de la ciudad en 1122. Al morir Mahmud en 1131 fue ocupada por su hermano Masud que igualmente fue asediado por el hijo de Mahmud, Dawud, que la ocupó y la convirtió en la capital (1132-1139). En 1139 el esclavo de Dawud, Kara Sunkur, gobernó Azerbaiyán y Arran pero trasladó la capital a Ardabil. A su muerte en 1140 le sucedió el emir Djalul al-Tughruli (Shawli) pero rápidamente Tabriz y Azerbaiyán pasaron a Ildegiz, de la dinastía de atabeks ildegízidas y Tabriz fue entonces gobernada otra vez por los Ahmadílidas de Maragha hasta el 1175, en que fue ocupada por Pahlawan ben Ildegiz cuando la gobernaba Kakr al-Din, nieto de Ak Sunkur. Pahlawan se la dio a su hermano Kizil Arslan que se convirtió en atabek (1186-1191).
En 1205-1206 el emir Kara Sunkur Ala al-Din de los Ahmadílidas se alió con el atabek de Irbil y atacó Tabriz donde gobernaba Abu Bakr, sucesor de Kilij Arslan I. El ataque fracasó y los Ahmadílidas perdieron Maraghar. 
En 1220-1221, se presentaron los mongoles ante la ciudad cuando era gobernada por el atabek ildegízida Ozbeg ben Pahlawan, que les pagó para que se retirasen. Los mongoles volvieron en 1222 y el atabek huyó a Najicheván, pero la resistencia fue organizada por Shams al-Din al-Tughrai y finalmente los mongoles se retiraron después de obtener un fuerte tributo. Ozbeg volvió pero en 1224 los mongoles regresaron a la ciudad, exigiendo que se les entregasen los jorezmitas refugiados; así se hizo. El jorezmita Djalal al-Din, que era de Maraghar, se presentó en la ciudad y entró en ella el 15 de julio de 1225, mientras Ozbeg volvió a huir. Djalal al-Din organizó desde allí una expedición a Tiflis y derrotó a los turcomanos de la tribu Aywa (Al-Aywaiyya) que se dedicaban al pillaje en la región. Djalal se casó con la mujer de Ozbeg y conservó Tabriz durante seis años.
En 1230 a la cabeza de los turcomanos de los Kushyalwa, asentados en Ruyindiz, cerca de Maraghar, asoló la región de Tabriz. En 1231 Djalal al-Din evacuó la región que inmediatamente fue ocupada por los mongoles y entraron a Tabriz sin necesidad de lucha. El jefe (malik) de los mongoles, Djurmaghunnoyin, estableció un tributo anual y confió el gobierno a una junta de notables. Un tiempo después Tabriz quedó dentro del gobierno de Arran y Azerbaiyán encomendado al malik Sadr al-Din, un persa al servicio de los mongoles.
Después de ocupar Bagdad el kan Hulagu acudió a Tabriz y fijó su residencia en Maraghar, pero después de ser derrotado por su rival Berke en 1263, se estableció en Tabriz donde los mercaderes originarios del Kipchak (el feudo de Berke) fueron masacrados. En 1264, en el reparto de feudos, Hulagu confirmó Tabriz y Azerbaiyán a Sadr al-Din. Bajo el Kan Abaqa se la declaró capital oficial del kanato. En 1289 con el jan Arghun, el ministro judío Said al-Dawla encargó el gobierno de Tabriz a su primo Abu Mansur. En 1294 se produjo una revuelta debido a la introducción de los asignados (čao). En 1294 el jan Ghazan llegó a Tabriz y se estableció en un palacio construido unos años antes por Arghun en el barrio de Sham, al oeste de Tabriz. Ghazan construyó muchos edificios, especialmente un mausoleo que fue el más alto del mundo musulmán, una mezquita, una madrasa shafita y una hanefita, un hospicio para los sayyids, un hospital, un observatorio, una biblioteca, un archivo, oficinas administrativas, una cisterna de agua, y unos baños. También construyó una nueva muralla y su ministro Rashid al-Din también construyó notables edificios. En aquella época Tabriz fue un centro cultural muy importante con escritores y místicos. Ghazan fue enterrado en 1305, pero su sucesor Uldjeytu decidió crear una nueva capital en Sultaniyya. En 1317 el ministro Rashid al-Din, que había renunciado, se retiró a Tabriz (al año siguiente fue ejecutado por orden del jan Abu Saíd y sus bienes confiscados. Sin embargo, su hijo Ghiyat al-Din fue llamado otra vez al gobierno por el propio Abu Said y recuperó los bienes de su padre, pero la capital siguió en Sultaniyya. En 1336 el jan Arpa perdió la batalla de Taghatu, y Ghiyat al-Din murió asesinado por el vencedor Ali Padshah Oyrat y sus bienes en Tabriz también fueron saqueados.

### Periodo Persa
En 1501 fue ocupada por Ismail I, convirtiéndola en la capital del Imperio safávida hasta 1548.
Fue ocupada por los otomanos entre 1585 y su recuperación por Abás el Grande el 21 de octubre de 1603.
También fue tomada por el Imperio Ruso entre 1827 y 1828, y durante la Revolución constitucional iraní (1909-1918) con una pequeña ocupación otomana en (enero de 1915 y en el verano de 1918). Hasta su recuperación en 1921 por Reza Shah.

## Clima
| Parámetros climáticos promedio de Tabriz (1951–2010)                                                                                   | Parámetros climáticos promedio de Tabriz (1951–2010) | Parámetros climáticos promedio de Tabriz (1951–2010) | Parámetros climáticos promedio de Tabriz (1951–2010) | Parámetros climáticos promedio de Tabriz (1951–2010) | Parámetros climáticos promedio de Tabriz (1951–2010) | Parámetros climáticos promedio de Tabriz (1951–2010) | Parámetros climáticos promedio de Tabriz (1951–2010) | Parámetros climáticos promedio de Tabriz (1951–2010) | Parámetros climáticos promedio de Tabriz (1951–2010) | Parámetros climáticos promedio de Tabriz (1951–2010) | Parámetros climáticos promedio de Tabriz (1951–2010) | Parámetros climáticos promedio de Tabriz (1951–2010) | Parámetros climáticos promedio de Tabriz (1951–2010) |
| Mes | Ene.                                                 | Feb.                                                 | Mar.                                                 | Abr.                                                 | May.                                                 | Jun.                                                 | Jul.                                                 | Ago.                                                 | Sep.                                                 | Oct.                                                 | Nov.                                                 | Dic.                                                 | Anual                                                |
| --- | ---------------------------------------------------- | ---------------------------------------------------- | ---------------------------------------------------- | ---------------------------------------------------- | ---------------------------------------------------- | ---------------------------------------------------- | ---------------------------------------------------- | ---------------------------------------------------- | ---------------------------------------------------- | ---------------------------------------------------- | ---------------------------------------------------- | ---------------------------------------------------- | ---------------------------------------------------- |
| Temp. máx. abs. (°C) | 16.0                                                 | 19.0                                                 | 25.6                                                 | 31.2                                                 | 33.8                                                 | 39.0                                                 | 42.0                                                 | 41.0                                                 | 38.0                                                 | 30.6                                                 | 23.4                                                 | 21.8                                                 | 42.0                                                 |
| Temp. máx. media (°C) | 2.3                                                  | 4.9                                                  | 10.6                                                 | 17.0                                                 | 22.8                                                 | 28.8                                                 | 32.8                                                 | 32.7                                                 | 28.3                                                 | 20.7                                                 | 12.0                                                 | 5.2                                                  | 18.2                                                 |
| Temp. media (°C) | -1.7                                                 | 0.5                                                  | 5.6                                                  | 11.5                                                 | 16.7                                                 | 22.1                                                 | 26.0                                                 | 25.9                                                 | 21.4                                                 | 14.5                                                 | 7.1                                                  | 1.2                                                  | 12.6                                                 |
| Temp. mín. media (°C) | -5.7                                                 | -3.9                                                 | 0.6                                                  | 6.0                                                  | 10.7                                                 | 15.4                                                 | 19.3                                                 | 19.1                                                 | 14.5                                                 | 8.4                                                  | 2.1                                                  | -2.9                                                 | 7.0                                                  |
| Temp. mín. abs. (°C) | -25.0                                                | -22.0                                                | -19.0                                                | -12.0                                                | 0.6                                                  | 4.0                                                  | 7.0                                                  | 10.0                                                 | 4.0                                                  | -4.0                                                 | -17.0                                                | -19.5                                                | -25.0                                                |
| Precipitación total (mm) | 22.0                                                 | 24.2                                                 | 40.0                                                 | 51.6                                                 | 41.1                                                 | 16.4                                                 | 5.6                                                  | 3.3                                                  | 7.9                                                  | 22.5                                                 | 27.1                                                 | 22.1                                                 | 283.8                                                |
| Días de lluvias (≥ 1 mm) | 4.9                                                  | 5.3                                                  | 7.7                                                  | 8.8                                                  | 7.3                                                  | 3.2                                                  | 1.2                                                  | 0.6                                                  | 1.3                                                  | 4.3                                                  | 4.9                                                  | 5.0                                                  | 54.5                                                 |
| Días de nevadas (≥ 1 mm) | 9.3                                                  | 7.9                                                  | 4.9                                                  | 1.0                                                  | 0.0                                                  | 0.0                                                  | 0.0                                                  | 0.0                                                  | 0.0                                                  | 0.2                                                  | 1.8                                                  | 6.2                                                  | 31.4                                                 |
| Horas de sol | 125.9                                                | 146.3                                                | 179.7                                                | 200.8                                                | 268.7                                                | 334.3                                                | 352.5                                                | 337.7                                                | 301.4                                                | 231.6                                                | 180.3                                                | 136.8                                                | 2796.0                                               |
| Humedad relativa (%) | 72                                                   | 69                                                   | 61                                                   | 56                                                   | 50                                                   | 40                                                   | 36                                                   | 36                                                   | 39                                                   | 51                                                   | 65                                                   | 71                                                   | 53                                                   |
| Fuente: Iran Meteorological Organization (records), (temperatures), (precipitation), (humidity), (days with precipitation), (sunshine) |                                                      |                                                      |                                                      |                                                      |                                                      |                                                      |                                                      |                                                      |                                                      |                                                      |                                                      |                                                      |                                                      |

## Hermanamientos
- Esmirna (Turquía)
- Gaza (Palestina)
- Ciudad Ho Chi Minh (Vietnam)